# Delias eucharis
Delias eucharis hay bướm Jezebel là một loài bướm ngày trong họ Pieridae được tìm thấy ở nhiều khu vực Nam Á và Đông Nam Á, đặc biệt là ở các khu vực không khô cằn của Ấn Độ, Sri Lanka, Myanmar và Thái Lan. Loài bướm này là một trong những loài phổ biến nhất trong chi Delias.
Sải cánh con đực và con cái dài từ 6,5-8,5 cm.

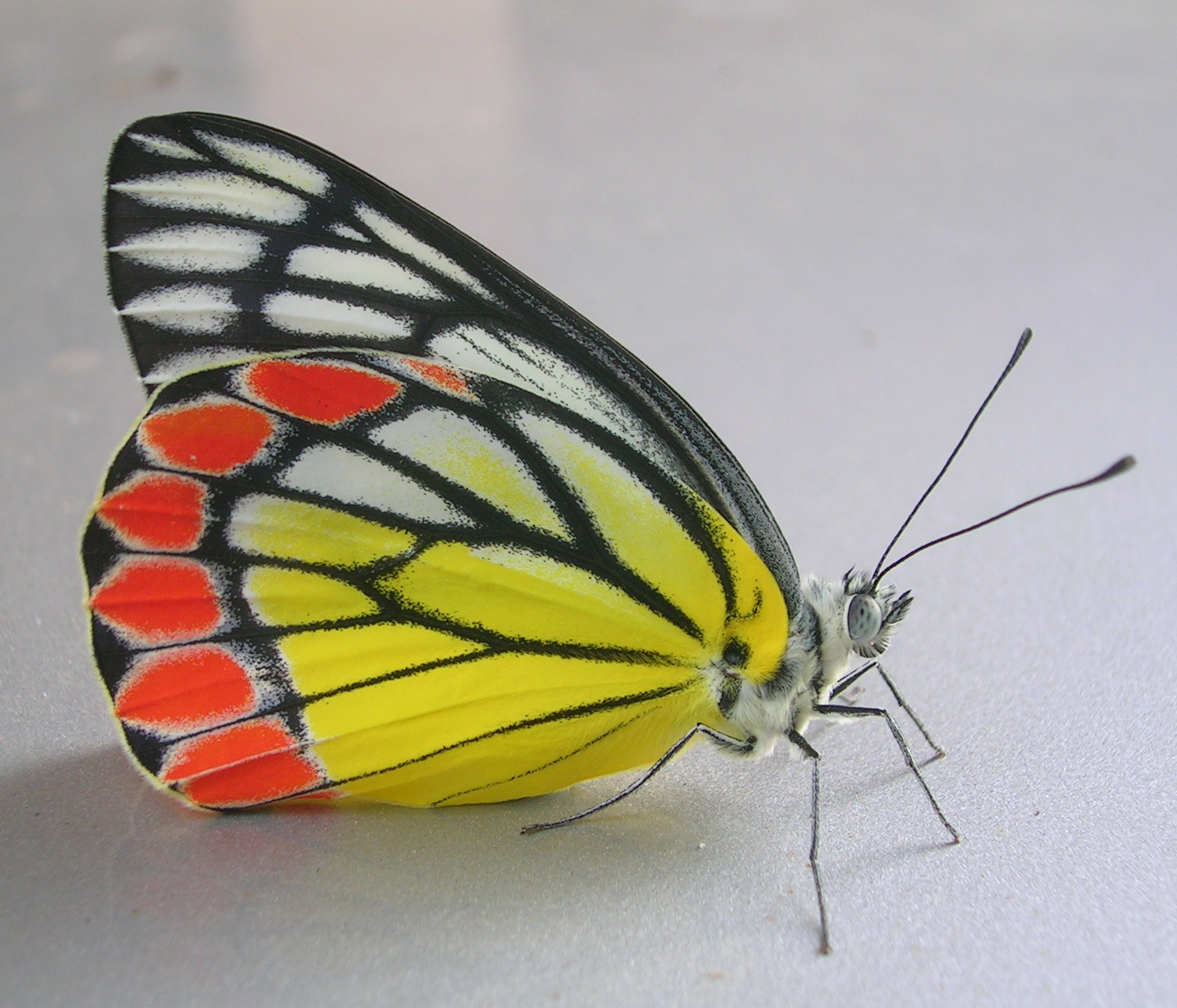

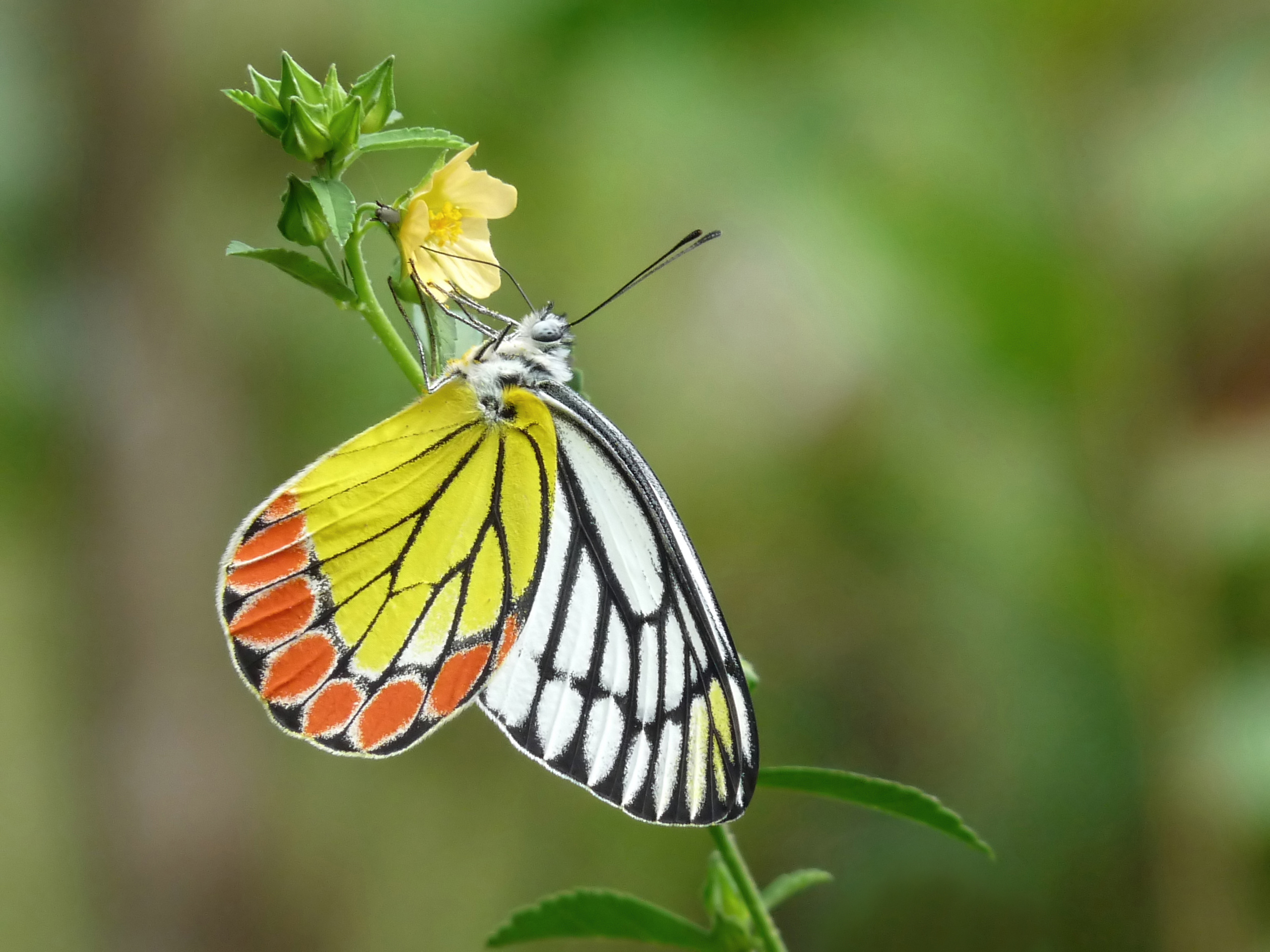
Trên bông hoa

Sâu bướm ăn nhiều loại cây bụi nhỏ như Loranthus.

## Hình ảnh

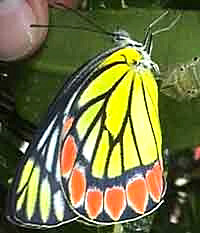
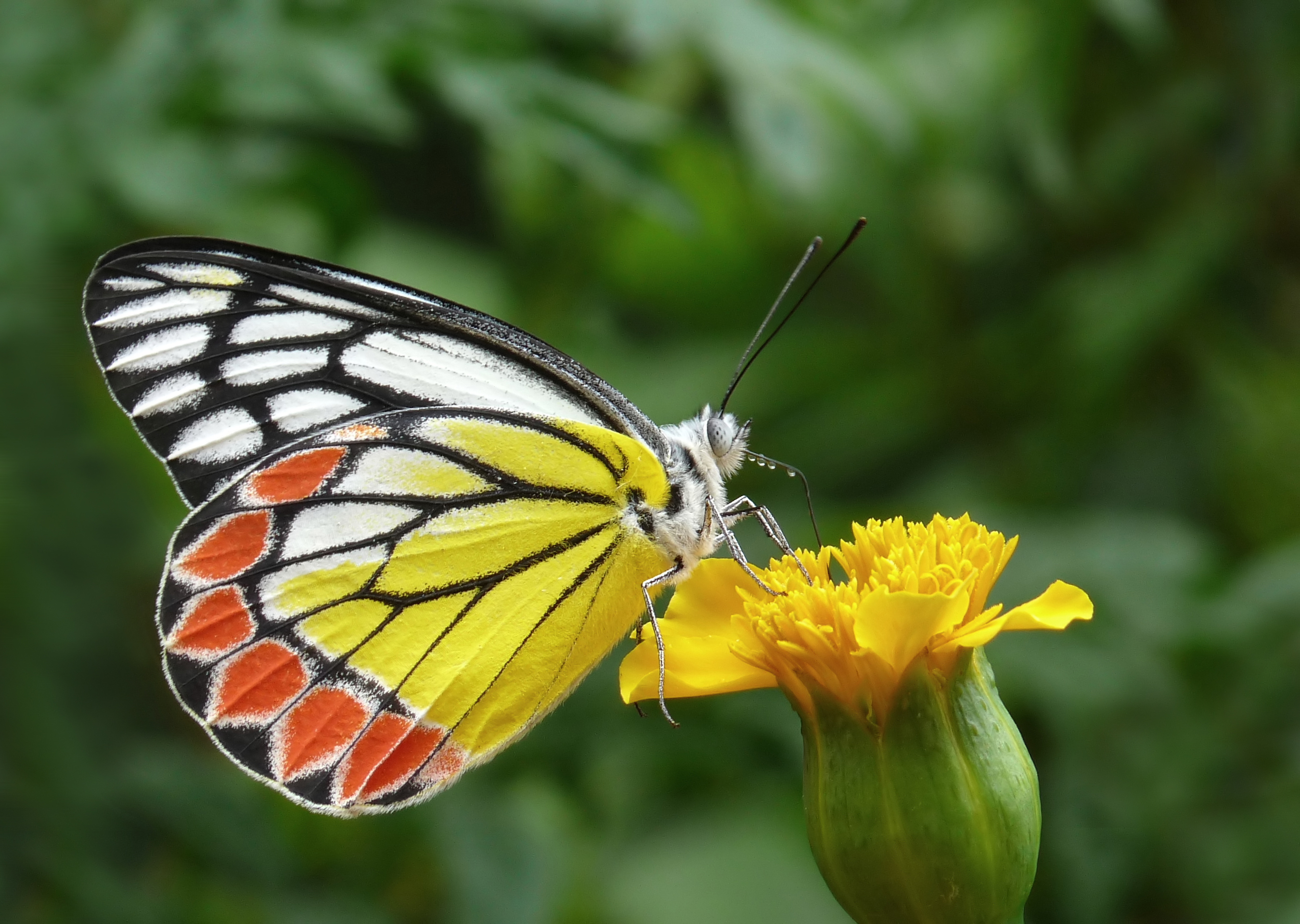
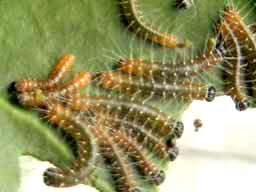
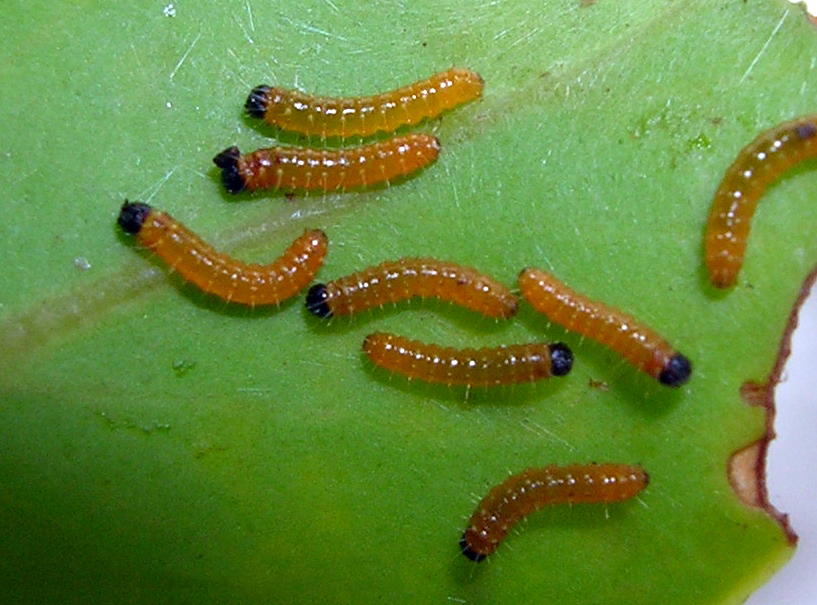
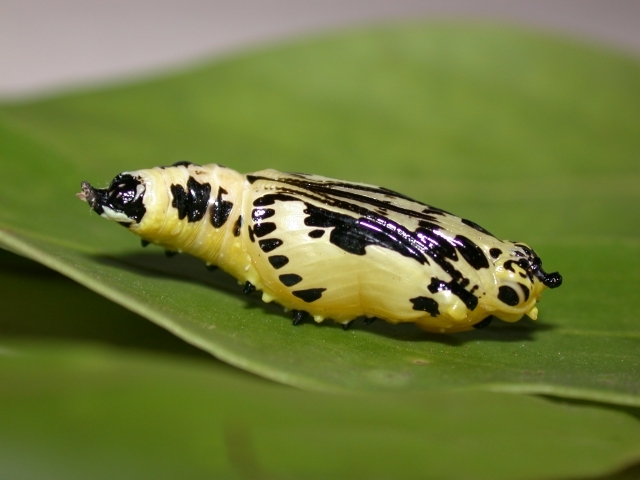